# Beita
Beita (en árabe: بيتا‎ ) es un municipio palestino de la gobernación de Nablus, ubicado en Cisjordania, al norte del valle del Jordán, 13 kilómetros al sudeste de Nablus. Según la Oficina Central de Estadísticas de Palestina tenía una población de 9.709 habitantes en 2007. 
La población está formada por cinco clanes que se ramifican en unas treinta familias. Hay muchas casas que datan de la época romana. El alcalde fue elegido en 2004, se llama Arab ash-Shurafa. La población contiene cuatro mezquitas.

## Historia
Hay dos centros históricos en Beita; Beita el-Fauqa ("Beita alta") en el noreste y Beita et-Tatha ("Beita baja") en el suroeste.  En Beita el-Fauqa se ha encontrado alfarería de la Edad del Hierro, del Imperio aqueménida y del Sultanato mameluco de Egipto,  mientras que en Beita et-Tatha, también hay alfarería romana y bizantina. 
Beita fue incorporada al Imperio otomano en 1517 como toda Palestina, y tanto en Beita el-Fauqa como en Beita et-Tatha se ha encontrado alfarería otomana. En 1596 Beita aparece en los registros fiscales como parte de la Nahiya de Jabal Qubal, del Sanjacado de Nablus. Tenía una población de 50 hogares, todos musulmanes. Los aldeanos pagaban impuestos sobre el trigo, la cebada, los cultivos de verano, los olivos, los ingresos ocasionales, cabras y colmenas, y la prensa de aceitunas o de uva. 
En 1838, Edward Robinson describió a Beita como una población relativamente grande,  mientras que en 1882 el Survey of Western Palestine del Fondo para la Exploración de Palestina la describe como «un pueblo grande, con una especie de suburbio en el sur, cerca del que hay tumbas antiguas. Se suministra por medio de pozos, y está rodeada de olivos. Se encuentra en las colinas al este de la llanura de Mukhnah, y es la capital del distrito del mismo nombre.» 
En el censo de Palestina de 1922 organizado por las autoridades del Mandato Británico de Palestina, Beita tenía una población de 883, todos musulmanes,  que había aumentado en el censo de 1931 a 1,194, todos musulmanes, en 286 casas. 
En las Estadísticas municipales de Palestina (1945), Beita tenía una población de 1.580 habitantes, todos árabes, con 17,542 Dunams de tierra, según un censo oficial de tierra y de población. De éstos, 5,666 dúnams eran tierra de plantaciones y de riego, 6,916 dunams eran de cereales,  mientras que 76 dunams eran suelo edificado.
Tras la de la Guerra árabe-israelí de 1948, y tras los acuerdos de Armisticio de 1949, Beita permaneció en manos de Jordania. En 1952, Beita abrió una escuela primaria (antes se enseñaba en las mezquitas) que sirvió a la ciudad y a los pueblos de los alrededores. En 1954 se abrió una escuela primaria para niñas y desde entonces se han construido otras cuatro escuelas, incluidas dos escuelas secundarias. 
Tras la Guerra de los Seis Días en 1967, la población ha estado bajo ocupación la israelí. El municipio se considera un feudo de Al-Fatah,  pero en las elecciones de 2004 fue escogido alcalde Arab ash-Shurafa, miembro de Hamás. Shurafa fue arrestado por las Fuerzas de Defensa de Israel (FDI), con el alcalde de Nablus, Adly Yaish y el ministro de Educación de la Autoridad Nacional Palestina Nasser al-Shaer en 2006, por su militancia en Hamás.